# De zusjes Kriegel
De zusjes Kriegel is een Belgische film van regisseur Dirk Beliën die werd uitgebracht op 31 maart 2004. Het is een bewerking van het gelijknamige boek van Marc De Bel. Nadien is er ook nog een musical van gemaakt.

## Verhaal
1998, het derde jaar van het Beest. De 11-jarige drieling Lien, Fien en Sien Kriegel zijn geen katjes om zonder handschoen vast te nemen. Als ze hun slechte schoolwerk in brand steken, zetten ze per ongeluk de hele school in brand, en de politie vindt dat de grens van kattenkwaad nu echt overschreden is. Ze worden naar een instelling gestuurd, waar ze een regelmatig schema zullen moeten volgen, en waar het redelijk vertoeven lijkt. Tot ze ontdekken dat dokter Vandenkerckhoven, directeur van het tehuis snode plannen heeft en zwarte magie op de kinderen gebruikt. Dan besluiten de zusjes Kriegel de strijd aan te gaan met de dokter.

## Rolverdeling
- Kathleen Apers, Lien Kriegel
- Evelien Apers, Fien Kriegel
- Dorien Janssens, Sien Kriegel
- Victor Löw, Dokter Vandenkerckhoven
- Katrien De Ruysscher, Moeder Kriegel
- Nico Sturm, Vader Kriegel
- Liesbeth Kamerling, Lucy
- Veerle Baetens, Anne
- Gilda De Bal, grootmoeder Diana
- Bob De Moor